# Plitvički Vrh
Plitvički Vrh je naselje v Občini Gornja Radgona.